# Földes Csaba
Földes Csaba (Bácsalmás, 1958. június 8. –) germán filológus, nyelvész, az Erfurti Egyetem Német Nyelvtudományi Tanszékének tanszékvezető professzora. A Magyar Tudományos Akadémia doktora; a Közép-Európai Germanisztikai Egyesület (MGV) elnöke.

## Életpályája, munkássága
1976-1981: a debreceni Kossuth Lajos Tudományegyetem Bölcsészettudományi Karán német, orosz és általános nyelvészet szakot végzett, részképzések Lipcsében, Berlinben, Moszkvában és Odesszában. Azt követően nyelvtanárként tevékenykedett a Kecskeméti Főiskolán.
1985-1999: tanársegéd, adjunktus, docens, főiskolai tanár, 1997-től egyetemi tanár; 1987-től tanszékvezető a szegedi Juhász Gyula Tanárképző Főiskola (azóta: Szegedi Tudományegyetem) Német Nyelv és Irodalom Tanszékén, a Nyelvtanárképző Intézet igazgatója, részfoglalkozásban a József Attila Tudományegyetem (JATE) Német Tanszékének oktatója.
1996-2012: a veszprémi Pannon Egyetem Német Nyelvtudományi Tanszékének tanszékvezető egyetemi tanára, a Germanisztikai Intézet igazgatója, a Nyelvtudományi Doktori iskola vezetője, 2002-2006: dékán. Eközben professzori munkaköröket töltött be németországi (pl. München) és ausztriai (pl. Bécs) egyetemeken. További jogviszonyban a révkomáromi Selye János Egyetem Modern Filológiai Tanszékének egyetemi tanára és a Bécsi Egyetem Germanisztikai Intézetének részmunkaidejű professzora.
2012-: az Erfurti Egyetem Bölcsészettudományi Karának Német Nyelvtudományi Tanszékén tanszékvezető professzor, a német szak vezetője, a nyelvtudományi doktori iskola törzstagja.

## Szakmai-tudományos közéleti tevékenység
- a Magyar Tudományos Akadémia Veszprémi Területi Bizottságának (VEAB) tagja, a Nyelv- és Irodalomtudományi Szakbizottság és a Német Filológiai Munkabizottság elnöke,
- a mannheimi Német Nyelvtudományi Intézet (IDS) Nemzetközi Tudományos Tanácsának tagja,
- az EUROPHRAS (Európai Frazeológiai Társaság) vezetőségi tagja (1998-2006), majd alelnöke (2006-2010),
- az Interkulturális Germanisztikai Társaság (GIG) tudományos tanácsának tagja,
- a Magyar Germanisták Társaságának alelnöke (2000-2003 és 2010-2012),
- a Német Nyelvtanárok Magyarországi Egyesületének vezetőségi tagja,
- az Internationale Vereinigung für Germanistik (IVG) tagja,
- az Osztrák Germanisztikai Társaság (ÖGG) tagja.

Alapító főszerkesztője a Zeitschrift für Mitteleuropäische Germanistik (ZMG) folyóiratnak, a Beiträge zur Interkulturellen Germanistik (BIG), a Studia Germanica Universitatis Vesprimiensis, továbbá a Texte von Kulturen sorozatnak.
Tudományos közleményeinek száma 300; a publikációira történt független hivatkozások száma 2200.
12 sikeres doktori értekezés témavezetője.

## Kutatási területek
Német nyelvtudomány és alkalmazott nyelvészet:
- interkulturális nyelvészet,
- interkulturális kommunikáció,
- frazeológia,
- lexikográfia,
- két- és többnyelvűségkutatás,
- kontaktlingvisztika (főként német–magyar nyelvi kapcsolatok),
- nyelvpolitika,
- szociolingvisztika,
- nyelvi variáció-kutatás,
- német kisebbségkutatás,
- német mint idegen nyelv.

## Publikációk (válogatás)
- Magyar-német-orosz beszédfordulatok. A három nyelv azonos jelentésű állandósult szókapcsolatai; Tankönyvkiadó, Bp., 1987
- Földes Csaba–Helmut Kühnertː Hand- und Übungsbuch zur deutschen Phraseologie. Tanárképző főiskolák. Egységes jegyzet; Tankönyvkiadó, Bp., 1990
- Deutsch-ungarisches Wörterbuch sprachwissenschaftlicher Fachausdrücke / Német-magyar nyelvészeti szakkifejezések szótára; Földes Csaba, Szeged, 1991
- Földes Csaba–Helmut Kühnertː Umgang mit der Umgangssprache. Német társalgási nyelvkönyv haladóknak; ill. Réber László; Tankönyvkiadó, Bp., 1991
- Deutsche Phraseologie in Sprachsystem und Sprachverwendung; szerk. Földes Csaba; Praesens, Wien, 1992
- Germanistik und Deutschlehrerausbildung. Festschrift zum hundertsten Jahrestag der Gründung des Lehrstuhls für Deutsche Sprache und Literatur an der Pädagogischen Hochschule Szeged; szerk. Földes Csaba; JGYTF–Praesens, Szeged–Wien, 1993
- Deutsche Rundfunksprache in mehrsprachiger Umwelt. Am Beispiel der Verwendung von Phraseologismen. Wien: Edition Praesens 1995; [társszerző: Andrea Hécz]; ISBN 3-901126-39-2.
- Mehrsprachigkeit, Sprachenkontakt und Sprachenmischung. Flensburg: Univ. 1996 (Flensburger Papiere zur Mehrsprachigkeit und Kulturenvielfalt im Unterricht; 14/15).
- Deutsche Phraseologie kontrastiv: Intra- und interlinguale Zugänge. Heidelberg: Julius Groos Verlag 1996 (Deutsch im Kontrast; Bd. 15); ISBN 3-87276-759-3.
- Idiomatik/Phraseologie; Groos, Heidelberg, 1997 (Studienbibliographien Sprachwissenschaft)
- Linguistisches Wörterbuch Deutsch-Ungarisch; Generalia, Szeged, 1997 (Fasciculi linguistici. Series lexicographica)
- Német-magyar nagyszótár. Új német helyesírással / Deutsch-Ungarisches Großwörterbuch. Mit neuer Rechtschreibung; Budapest: Akadémiai Kiadó 1998 (Klasszikus Nagyszótárak); [társszerző: Halász Előd és Uzonyi Pál]; ISBN 963-05-7512-4.
- Magyar-német nagyszótár. Ungarisch-Deutsches Großwörterbuch. Budapest: Akadémiai Kiadó 1998 (Klasszikus Nagyszótárak); [társszerző: Halász Előd és Uzonyi Pál]; ISBN 963-05-7513-2.
- Halász Előd–Földes Csaba–Uzonyi Pálː Langenscheidts Grosswörterbuch Ungarisch-Deutsch. Völlige Neuentwicklung; Langenscheidt, Berlin, 2000 (Langenscheidts Grosswörterbücher)
- Sprachgermanistik in Ostmitteleuropa. Beiträge der Internationalen Germanistischen Konferenz "Kontaktsprache Deutsch IV" in Nitra, 19.-20. Oktober 2001; szerk. Földes Csaba, Stefan Pongó; Praesens, Wien, 2002
- Deutschdidaktik und germanistische Literaturwissenschaft in Ostmitteleuropa. Beiträge der Internationalen Germanistischen Konferenz "Kontaktsprache Deutsch IV" in Nitra, 19.-20. Oktober 2001; szerk. Földes Csaba, Stefan Pongó; Praesens, Wien, 2002
- MMI: annum tempus linguarum Europae. Scripta philologica Pannoniensis; szerk. Földes Csaba; MTA Veszprémi Területi Bizottságának Nyelv- és Irodalomtudományi Szakbizottsága, Veszprém, 2002
- Auslandsgermanistische Beiträge im Europäischen Jahr der Sprachen; szerk. Földes Csaba; Praesens, Wien, 2002
- Magyar-német szótár; szerk. Halász Előd, Földes Csaba, Uzonyi Pál; Akadémiai, Bp., 2002
- Interkulturelle Linguistik. Vorüberlegungen zu Konzepten, Problemen und Desiderata. Veszprém: Universitätsverlag/Wien: Edition Praesens 2003 (Studia Germanica Universitatis Vesprimiensis, Suppl.; 1); ISBN 963-9495-20-4, ISBN 3-7069-0230-3.
- Das Wort in Satz und Text: Probleme und Erkenntnisse. Beiträge der Internationalen Germanistischen Konferenz "Kontaktsprache Deutsch V" in Nitra, 27.-28. Juni 2003; szerk. Csaba Földes et al.; Universitätsverlag Veszprém–Praesens, Veszprém–Wien, 2004 (Studia Germanica Universitatis Vesprimiensis Supplement)
- Res humanae proverbiorum et sententiarum. Ad honorem Wolfgangi Mieder; szerk. Földes Csaba; Narr, Tübingen, 2004
- Lexikológiai és lexikográfiai látkép. Problémák, paradigmák, perspektívák; szerk. Tóth Szergej, Földes Csaba, Fóris Ágota; Generalia, Szeged, 2004 (Fasciculi linguistici Series. lexicographica)
- Kontaktdeutsch: Zur Theorie eines Varietätentyps unter transkulturellen Bedingungen von Mehrsprachigkeit. Tübingen: Gunter Narr Verlag 2005; ISBN 3-8233-6160-0.
- Interkulturelle Kommunikation: Positionen zu Forschungsfragen, Methoden und Perspektiven. Veszprém: Universitätsverlag/Wien: Praesens Verlag 2007 (Studia Germanica Universitatis Vesprimiensis, Suppl.; 7); ISBN 978-963-9696-10-5, ISBN 978-3-7069-0442-1.
- [szerk.] Phraseologie disziplinär und interdisziplinär. Tübingen: Gunter Narr Verlag 2009; ISBN 978-3-8233-6534-1.
- [szerk.] Deutsch in soziolinguistischer Sicht. Sprachverwendung in Interkulturalitätskontexten. Tübingen: Gunter Narr Verlag 2010 (Beiträge zur Interkulturellen Germanistik; 1); ISBN 978-3-8233-6571-6.
- [szerk.] Interkulturelle Linguistik im Aufbruch. Das Verhältnis von Theorie, Empirie und Methode. Tübingen: Gunter Narr Verlag 2011 (Beiträge zur Interkulturellen Germanistik; 3); ISBN 978-3-8233-6682-9.
- [szerk.] Interkulturalität unter dem Blickwinkel von Semantik und Pragmatik. Tübingen: Gunter Narr Verlag 2014 (Beiträge zur Interkulturellen Germanistik; 5); ISBN 978-3-8233-6905-9.
- Akadémiai magyar-német kéziszótár; Akadémiai, Bp., 2014
- Akadémiai német-magyar kéziszótár; Akadémiai, Bp., 2014
- Német-magyar szótár; Halász Előd, Földes Csaba, Uzonyi Pál; Akadémiai, Bp., 2014
- Zentren und Peripherien. Deutsch und seine interkulturellen Beziehungen in Mitteleuropa; szerk. Földes Csaba; Narr, Tübingen, 2017 (Beiträge zur interkulturellen Germanistik)
- Interkulturelle Linguistik als Forschungsorientierung in der mitteleuropäischen Germanistik; szerk. Földes Csaba; Narr, Tübingen, 2017 (Beiträge zur interkulturellen Germanistik)

## Weboldalak
- Személyes honlap: Földes Csaba
- Egyetemi oldal: Erfurti Egyetem, Német Nyelvtudományi Tanszék